# Johann Rau (Propst)
Johann Rau (auch Rhau, Rauhe) (* 11. April 1673 in Perleberg; † 24. Februar 1733 in Berlin) war ein deutscher evangelischer Geistlicher. Er wirkte zuletzt als Propst an St. Nikolai in Berlin.

## Lebenslauf
Johann Rau wurde am 11. April 1673 in Perleberg als Sohn des Diakonen und späteren Superintendenten in Werben Joachim Rau (1642–1720) und seiner Frau Sabine geb. Pitzschky geboren. Er besuchte das Gymnasium in Halle und studierte an der Universität Halle Medizin und Theologie. Nach Abschluss des Studiums zog er nach Berlin, wo er nach einer Zeit als Hauslehrer Prediger am Heilig-Geist-Spital und zugleich Seelsorger an der Dorfkirche Stralau und Vesperprediger am Georgenhospital (Berlin) am Königstor wurde. Nach zwei Jahren als Prediger wurde Rau am 9. Mai 1699 von Philipp Jacob Spener ordiniert und zum ersten Armenprediger Berlins berufen. Er erhielt seine erste Pfarrstelle im selben Jahr am alten Friedrichs-Waisenhaus an der Stralauer Straße in Berlin. In dieser Zeit gründete er mehrere Armen- und Freischulen nach dem Vorbild der Einrichtungen der Franckeschen Stiftungen in Halle. Am 12. August 1699 erhielt Rau von Friedrich III. das kurfürstliche Privileg zum Druck von Gesangbüchern und Neuen Testamenten, die, durch Spenden finanziert, kostenlos an die Armen verteilt wurden. 1700 wurde Rau als dritter Diakon an die Stadtkirche St. Nikolai in Berlin berufen. Hier arbeitete er an der Seite von Philip Jacob Spener. 1705 wurde Rau zum zweiten Diakon und 1721 zum Archidiakon an St. Nikolai ernannt. Ab 1723 diente er dort zugleich als adjungierter Propst an der Seite von Johann Porst, bis er nach dessen Tod 1728 seine Nachfolge als Propst antrat. Dieses Amt versah Rau bis zu seinem Tode 1733.
Einen Namen verschaffte Rau sich auch als Sammler brandenburgischer Münzen. Seine Sammlung, die er 1724 für tausend Reichstaler an die Sozietät der Wissenschaft, dessen ordentliches Mitglied er seit 1711 war, verkaufte, bildete den Grundstock des Münzkabinetts der Preußischen Akademie der Wissenschaften.

## Familie
Johann Rau war verheiratet mit der Tochter des Stadtsyndikus Andreas Manitius, Euphrosine Sophie Marie Manitius (1680–1716). Die Trauung fand am 22. September 1699 in Berlin statt. Nach deren Tod heiratete er am 19. April 1717 Magdalene Sibylle von Stockhausen, Tochter des Erbherrn und Kammerjunkers Hans Gottfried von Stockhausen in Halle. Als auch seine zweite Ehefrau verstarb, ging er am 30. April 1727 eine dritte Ehe mit Dorothea Elisabeth Helwig, geb. Müller, Tochter des Kammergerichtsadvokaten Friedrich Müller ein. Von den zehn Kindern aus erster Ehe wurde der Sohn Joachim Justus Rau (1713–1745) auch evangelischer Theologe und Philologe, Orientalist und Hebraist, lehrte Philosophie an der Universität Jena und war letztlich Professor für die hebräische Sprache an der Universität Königsberg. Weitere Kinder waren der Sohn Christian Rau sowie die Töchter Klara Magdalene Schultze und Johanna Homann.